# Hans Adam von Schöning
Hans Adam von Schöning (Tamsel, 1º ottobre 1641 – Dresda, 28 agosto 1696) è stato un militare tedesco, feldmaresciallo al servizio del Brandeburgo-Prussia e del Principato Elettorale di Sassonia.

## Biografia
Proveniva dalla nobile famiglia pomerana dei von Schöning ed era figlio di Hans Adam von Schöning (morto nel 1665) e di sua moglie Marianne von Schapelow (morta nel 1664).
Dopo aver studiato all'Università di Wittenberg e a Strasburgo dal 1657 al 1660, Schöning viaggiò per cinque anni nell'Europa occidentale e meridionale e nel 1665 entrò al servizio del Grand'Elettore di Brandeburgo come consigliere di legazione e poi come ufficiale. Si distinse nella guerra contro la Svezia dal 1675 al 1679, in particolare nella conquista di Stettino, Rügen e Stralsund e nel Grande inseguimento in slitta nella laguna dei Curi, da dove inseguì gli svedesi fino alle porte di Riga dopo la battaglia di Telschi, tanto da essere nominato maggiore generale nel 1677 e nel 1684 tenente generale, governatore di Berlino e colonnello delle guardie del corpo. Nel 1685 fu nominato vero consigliere privato di Stato e di guerra. Il suo ritiro prematuro durante la caccia alla laguna dei Curi, il 12 febbraio 1679, causò polemiche nel corpo degli ufficiali prussiani, ma non ebbe alcuna importanza per i suoi altri successi. Fino al XVIII secolo, tuttavia, la derisione della manovra di Schönsen persistette nel corpo degli ufficiali prussiani.
Comandò le 8.000 truppe ausiliarie che l'Elettore inviò in aiuto dell'Imperatore contro i Turchi e prese parte all'assalto d Ofen (l'attuale Budapest) nel 1686. Dalle campagne contro i turchi portò due donne ottomane catturate, che regalò ai nobili prussiani.
Nel 1688-1689 guidò le truppe del Brandeburgo-Prussia contro i francesi sul Basso Reno come luogotenente maresciallo all'inizio della Guerra della Lega di Augusta. Il 12 marzo 1689 vinse la battaglia di Uerdingen. Nel settembre 1689 fu destituito dal suo comando al campo di Bonn in seguito a una disputa con il generale von Barfus  e nel 1690 fu licenziato dal servizio militare brandeburghese. Entrò quindi al servizio dell'Elettorato di Sassonia e fu nominato nel 1691 dall'Elettore Giovanni Giorgio III di Sassonia. Fu nominato Feldmaresciallo e consigliere di guerra. Nel 1692, durante un soggiorno termale a Teplitz, fu arrestato per ordine dell'imperatore e condotto allo Spielberg, perché accusato di trattative a tradimento con i francesi. Fu rilasciato solo nel 1694. La sua salute era talmente indebolita dalla prigionia che riuscì a prestare servizio solo per un breve periodo come capo del corpo dei cadetti nobili a Dresda, dove morì all'età di 55 anni.
La sua ultima dimora è nella chiesa del villaggio di Tamsel, dove è stato eretto in suo onore un doppio epitaffio con la moglie, opera dello scultore sassone George Heermann. Come la magnifica tomba del suo terzo figlio ed erede, Johann Ludwig, è sopravvissuta al passare del tempo ed è oggi una delle attrazioni della città.

## Matrimonio e discendenza
Hans Adam von Schöning si sposò nel 1668 con Johanna Margarethe Luise von Pöllnitz (1641-1698), unica figlia del generale maggiore elettorale del Brandeburgo, ciambellano e governatore di Lippstadt, Johann Ernst von Pöllnitz. Cinque dei loro dodici figli sono morti in tenera età. Raggiunsero l'età adulta:
- Bogislas (nato il 14 ottobre 1669, morto il 23 maggio 1693), tenente-colonnello delle Guardie del Corpo di Sassonia

- Luise (nata il 3 marzo 1671, morta nel 1709), coniugata con :
  - Erasmus Conrad von Carnitz (1658-1689)
  - Johann Georg von Rechenberg auf Eythra (1660-1729), console sassone ad Hannover, figlio di Johann Georg von Rechenberg (scandalo Wolf Dietrich von Beichlingen)

- Charlotte Catharina (nata il 3 aprile 1674, morta il 2 febbraio 1735) sposò il 15 marzo 1693 Hieronymus August von der Asseburg (nato il 9 maggio 1664, morto il 19 dicembre 1717).

- Johann Ludwig (nato il 25 dicembre 1675, morto il 29 ottobre 1713), colonnello sassone, erede del patrimonio paterno, sposò :
  - nel 1699 alla contessa Juliane Charlotte von Dönhoff (1682-1733), figlia del conte Friedrich von Dönhoff
  - Louise-Éléonore (1708-1784), erede di Tamsel, sposata il 25 maggio 1723 con Adam Friedrich von Wreech (1689-1746)
- Carl (nato il 2 maggio 1679), canonico di Halberstadt
- Dorothée Henriette (nata il 1º agosto 1682, morta il 15 maggio 1714) sposò il 5 giugno 1698 Busso von Hagen auf Biendorf (nato il 15 agosto 1665, morto il 18 dicembre 1734)

- Sophie Wilhelmine (nata il 18 maggio 1686, morta il 17 novembre 1730), sposata con
  - Conte Adam Ludwig von Blumenthal (1666-1704)
  - Sigmund von Erlach (1671-1722)